# Maria Kałamajska-Saeed
Maria (Maryla) Helena Kałamajska-Saeed (ur. 30 września 1941 w Toruniu, zm. 1 grudnia 2023 w Warszawie) – historyczka sztuki, pracowniczka naukowa (dr hab.), emerytowana pracowniczka Instytutu Sztuki PAN, była wykładowczyni Europejskiej Akademii Sztuki w Warszawie. 

## Życiorys
W 1964 ukończyła studia z zakresu historii sztuki na Uniwersytecie Warszawskim. Pracę zawodową rozpoczęła w Pracowniach Konserwacji Zabytków w Warszawie. Od 1978 była pracowniczką naukową Instytutu Sztuki PAN w Warszawie. Tam w 1990  obroniła pracę doktorską Ostra Brama – monografia artystyczna napisaną pod kierunkiem Andrzeja Ryszkiewicza, w 2007 uzyskała stopień doktora habilitowanego na podstawie pracy Genealogia przez obrazy. Barokowa ikonografia rodu Sapiehów na tle staropolskich galerii portretowych. Wykładała również historię sztuki na Akademii Sztuk Pięknych w Warszawie.
Do 2006 roku współautorka i redaktorka „Katalogu zabytków sztuki w Polsce”.  
W 2015 roku otrzymała złoty medal „Zasłużony Kulturze Gloria Artis” oraz doroczną nagrodę Ministra Kultury i Dziedzictwa Narodowego w kategorii ochrona dziedzictwa.

## Życie prywatne
Siostra Katarzyny Kałamajskiej-Liszcz.

## Publikacje
- W ramach „Katalogu zabytków sztuki w Polsce”:
- tom IX, Zesz. 1. Łomża i okolice, Warszawa 1982
- tom IX, Zesz. 2. Ciechanowiec, Zambrów, Wysokie Mazowieckie i okolice, Warszawa 1986
- tom IX, Zesz. 3. Kolno, Grajewo i okolice, Warszawa 1988
- tom XII, Zesz. 1. Siemiatycze, Drohiczyn i okolice, Warszawa 1996[7]

Plonem jej badań są kolejne tomy serii Materiały do dziejów sztuki sakralnej na ziemiach wschodnich dawnej Rzeczypospolitej:
- cz. II / t. 1 i 2: Kościoły i klasztory rzymskokatolickie dawnego województwa nowogródzkiego[8]
- cz. III / t. 1: Kościoły i klasztory rzymskokatolickie dawnego województwa wileńskiego

a także:
- Dom Sapieżyński. Ikonografia. Część 2 (wraz z Eustachym Sapiehą), PWN, Warszawa 2008, ISBN 978-83-01-15560-5
- Ostra brama w Wilnie, Warszawa 1990, ISBN 83-01-10077-X.
- Genealogia przez obrazy. Barokowa ikonografia rodu Sapiehów na tle staropolskich galerii portretowych, Warszawa 2006, ISBN 978-83-89101-57-0